# گوگیره
گوگیره (به انگلیسی: Gogera) یک منطقهٔ مسکونی در پاکستان است. گوگیره ۱۶۶ متر بالاتر از سطح دریا واقع شده‌است.